# Кухарев, Александр
Алекса́ндр Ку́харев (род. 2 мая 2002) — российский футболист, нападающий клуба «Таммека».

## Карьера
Воспитанник санкт-петербургского футбола.
Летом 2021 года перешёл в эстонский клуб «Таммека», где поначалу играл за команду до 21 года в Первой лиге, дебютировал в матче против «Нымме Юнайтед». За основную команду дебютировал 21 ноября 2021 года в матче с «Пярну Вапрус», выйдя в основном составе и отличившись забитым мячом.